# Ricard Mas i Peinado
Ricard Mas i Peinado (Sabadell, 1966) és un historiador de l'art i crític d'art català. Especialitzat en avantguardes històriques, mercat de l'art i falsificacions, la vida i l'obra de Salvador Dalí, i història del videojoc. Ha publicat, entre d'altres, Dossier Marinetti, Els artistes catalans i la publicitat: 1888-1929, i Univers Dalí. Ha comissariat, entre d'altres, les exposicions L'art de falsificar, Èczema. Del textualisme a la postmodernitat, Dalí.
Una vida de llibre, Tres mestres del videojoc i Cadaqués de Picasso. Publica amb regularitat als setmanaris El Temps i Time Out.
Llicenciat en història de l'art per la Universitat Autònoma de Barcelona. Va ser ajudant i col·laborador de Rafael Santos Torroella, de qui és un dels seus principals deixebles.
Ha publicat Els artistes catalans i la publicitat = Los artistas catalanes y la publicidad = Catalan artists and advertising: 1888-1929 (Barcelona: Parsifal, 2002); Èczema, del textualisme a la postmodernitat: 1978-1984, (Sabadell: MAS, Museu d'Art de Sabadell, 2002); La pintura española: Nuevas tendencias (Barcelona: Arte Carroggio, 2007); Serra Massana: Un dibuixant d'Igualada (Igualada: Ajuntament d'Igualada / Fundació Caixa Manresa, 2000); i, sobretot, Univers Dalí: 30 recorreguts per la vida i l'obra de Salvador Dalí (Barcelona: Lunwerg, 2003), que sortí en diversos idiomes i que és la síntesi dels seus coneixements sobre Dalí, personatge del qual és un important especialista; la seva última contribució sobre el tema és Dalí i Barcelona (Barcelona: Ajuntament de Barcelona, 2017).
Ha editat les Memòries del gravador i pintor Enric Cristòfor Ricart i Nin (Barcelona: Parsifal, 1995) i ha estat comissari de diverses exposicions, entre les quals El Sexe i la rauxa: Els artistes catalans i la sexualitat, 1860-2005 (Sabadell: Fundació Caixa Sabadell, 2005), Francesc Planas Doria (Sabadell) i Dalí, una vida de llibre (Biblioteca de Catalunya, 2004).
És crític d'art – membre de l'Associació Catalana de Crítics d'Art i AICA – i col·labora habitualment al diari Avui i les revistes El Temps, de València, i Descubrir el Arte, de Madrid. Durant el 2010 va comissionar l'exposició Cadaqués de Picasso, al Museu de Cadaqués, juntament amb Pere Vehí.